# Aguazul
Aguazul is een gemeente in het Colombiaanse departement Casanare. De gemeente telt 27.443 inwoners (2005).
- Library of Congress Control Number: n97121441
- Nationale Bibliotheek van Israël: 987007535790105171
- Virtual International Authority File: 147924549

Aguazul · Chameza · Hato Corozal · La Salina · Maní · Monterrey · Nunchía · Orocué · Paz de Ariporo · Pore · Recetor · Sabanalarga · Sácama · San Luis de Palenque · Támara · Tauramena · Trinidad · Villanueva · Yopal